# Уметност ин ситу
Уметност ин ситу (in situ) у савременој ликовној уметности означава начин на који се теоријски и практично реализује  уметничко дело које је створено у релацији са својим окружењем"  односно,  на лицу места - in situ, у за то изаберу изложбеном или било ком другом  простору. Такво дело ако би се транспортовала, изгубило би смисао јер узима у обзир искључиво окружење у коме је инсталирано.
Ова дела у центар пажње постављају место са свим његовим специфичним карактеристикама, без обзира на то да ли је оно део природног окружења, затворени галеријски или нетипични изложбени простор.

## Порекло израза и његова примена
Израз in situ  који потиче из латинског језика са значењем је на лицу места – укорењено. Он се данас користи у различитим облатима (архитектура, археологија, медицина, биологија, право, информатика…).   У архитектонској скулптури термин ин ситу се често користи да опише скулптуру која је уклесана на згради, често са скела, након што је зграда подигнута.
Кључна личност за увођење и афирмацију термина in situ је француски уметник Данијел Бирен,  француски уметник , сликар, вајар , визуелни уметник, добитник бројних награда укључујући Златног лава за најбољи павиљон на Венецијанском бијеналу (1986),  Он је термин  in situ почео да користи с краја 1960-их, када је 1967. уодине урадио свој први рад in situ Од тада овим правцем  у уметности он је дефинисао целокупно своје стваралаштво.
Џејн Рендел овај термин такође сматра „критичком просторном праксом“  односно праксама која настоји да простор преиспита  и трансформише. Рендел сматра да уметност није једини начин да се простор трансформише, већ да је  то могуће и кроз архитектуру, књижевност и друге дисциплине све док постоји нека идеја која произилази из спровођења теоријског у праксу.
Други ин ситу уметнички манифест је ланд арт (енгл. land art, дословно: земљана уметност)  која такође узма у обзир окружење у којем се вежба, али наглашавајући пејзаж и природу. Овај правац савремене уметности у Америци се развијао шездесетих и седамдесетих година 20. века, као реакција на комерциализацију и извештаченост у уметности. Ова уметност напушта музеје и галерије и развија монументалне пројекте ин ситу у слободном простору у природи. Инспирација за настанак ленд арта су концептуална уметност и минимализам.

## Опште информације
Када су заговорници савремене ликовне уметници сватили да у тренутку када уметничко дело изађе из атељеа, оно губи аутономију и долази у корелацију са свиме што га окружује, заинтересоваали су се да своје дело не стварају у атељеу већ да  уметнички  предмета створе на лицу места - in situ, и за то изаберу изложбени или било који други  простор. У том контексту уметност, ин ситу има ове основне катрактеристике:
- уметничко дело је направљено посебно за локацију домаћина
- уметничко дело је створено на месту где ће бити приказано, а не на у уметниковом атељеу, одакле је потом инсталирано на другом месту (нпр  скулптура исклесана ин ситу - на лицу места).

- при изради уметничког дело узета је у обзир локацију на којој је оно инсталирано или изложено..

Рад на лицу места или рад ин  ситу на месту које прима уметничко дело и за које је оно дизајниранано намеће нову динамику погледа и великим делом карактеришеинтервенцију уметника. Применом различитих материјала који у овиој уметности трпи неке промене, за уметника има функцију „визуелног алата”,  а у самој итинеранцији мотива налази се изазов рада посвећеног до краја преиспитивању истовремено аутономије уметничког дела али и његовог јединства са простором у коме се налази, јер је рад створен на лицу места, неодвојив од места на коме је пројектован, и по дефиницији није покретљив. 

## Галерија
- Daniel Buren, Les Deux Plateaux, dits Colonnes de Buren, Paris (France).
- Guillaume Bottazzi, Sans titre, 2015, Bruxelles.
- Richard Serra, art in situ, 1987, Londres.
- Tadashi Kawamata, art in situ, 2006 (Suisse).
- Anish Kapoor, Dismemberment, Site 1, 1999 (Nouvelle-Zélande).
- Olafur Eliasson, Rainbow, art in situ, 2011, Aarhus (Danemark).
- Andy Goldsworthy, Stone House, 1997, Victoria (Australie).
- Felice Varini, Jaune et rouge entre les disques et les trapèzes, 2017, Erevan (Arménie).
- James Turrell, Deuce Coop, 1992, couvent de Saint Agustin, Barcelone (Espagne).
- Jean-Max Albert, Sculptures de visées, (1986), Paris, parc de la Villette (France).
- Ernest Pignon-Ernest, Phone Game, art in situ, Nice.